# Bhili jezik
Bhili jezik (ISO 639-3: bhb), indoarijski jezik bhilske podskupine kojim govori 1 000 000 pripadnika naroda Bhil (1998) u Madhya Pradeshu i Gujaratu, i 300 000 pripadnika etničke grupe Patelia u indijskoj državi Madhya Pradesh
Postoji cijeli niz dijalekata: ahiri, anarya (pahadi), bhilodi, bhim, charani, habura, konkani, kotali (kotvali, kotwalia), magra ki boli, nahari (baglani), naikdi, panchali, patelia, ranawat, rani bhil, siyalgir i valvi.
Bhilskoj podskupini pripada uz još 18 drugih jezika. Piše se gudžaratskim i devanagari pismom; radio programi, TV, video.

## Vanjske poveznice
- Ethnologue (14th)
- Ethnologue (15th)